# Lacul Zârna
Lacul Zârna (monument al naturii) este o arie protejată de interes național ce corespunde categoriei a III-a IUCN (rezervație naturală de tip mixt), situată în județul Argeș, pe teritoriul administrativ al comunelor Nucșoara și Rucăr.
Rezervația naturală declarată arie protejată prin Legea nr.5 din 6 martie 2000, se află în partea sudică a Munților Făgăraș, în bazinul râului Doamnei, în apropierea râului Zârna, unul din cei doi afluenți ai acestuia și are o suprafață de 0,50 hectare.
Aria protejată reprezintă un lac de origine glaciară alimentat de apele unor izvoare și din cele formate prin topirea zăpezii.